# Antilele spaniole
Antilele spaniole, numite și Antilele occidentale sau Indiile de Vest Spaniole (original, în spaniolă "Las Antillas Occidentales" sau "Antillas Españolas") a fost numele teritoriilor coloniale spaniole din Caraibe. Acestea făceau parte din Viceregatul Noua Spanie.
În prezent pe teritoriul acestei colonii se regăsesc statele moderne Cuba, Haiti, Republica Dominicană, Puerto Rico, Saint Martin, Insulele Virgine, Anguilla, Montserrat, Guadelupa, Antilele Mici, Jamaica, Insulele Cayman, Trinidad, și Insulele Bay.